# Roberto Emílio da Cunha
Roberto Emílio da Cunha, conegut com a Roberto, (Niterói, 20 de juny de 1912 - Rio de Janeiro, 20 de març de 1977) fou un jugador de futbol brasiler de les dècades de 1920 i 1930.

## Trajectòria
Durant la seva carrera entre els anys 1923 i 1941 defensà els colors de dos equips, el Flamengo i el São Cristovão. Fou internacional amb la selecció del Brasil, amb la qual disputà el Mundial de 1938, on jugà dos partits i marcà un gol.